# Нормандски острови
Нормандските острови (на английски: Channel Islands – „Канални острови“; на френски: Îles Anglo-Normandes; на нормански: Îles d'la Manche) са група острови в протока Ла Манш.
Нормандските острови са британски коронни владения. Те не са нито членове на Общността на нациите, нито част от Европейския съюз, а Великобритания отговаря за отбраната и международните отношения на островите.

## География
Нормандските острови са разположени в залива Сен Мало, в южната част на протока Ла Манш на 20 km от брега на френския полуостров Котантен, на запад от региона Нормандия. Архипелагът се състои от 2 по-големи острова – Джърси и Гърнзи, 3 по-малки – Олдърни, Сарк и Хърм. Налице са също множество много малки островчета и скали. Южно от тях са разположени френските острови Шозе, както и много крайбрежни островчета. Островите са изградени предимно от гнайси и гранити с максимална височина до 148 m. Развити са пасищното скотовъдство (хернзейска и джърсейска породи), градинарството (основно в парници) и риболова.
Общата площ, заемата от островите, е 198 km².
Постоянно населените острови, тяхното население и площ са както следва:
| Остров        | Население | Площ     |
| ------------- | --------- | -------- |
| Джърси        | 106 080   | 118 km²  |
| Гърнзи        | 63 026    | 65 km²   |
| Олдърни       | 2039      | 8 km²    |
| Сарк          | 600       | 5,45 km² |
| Хърм          | 60        | 2 km²    |
| Джету         | 3         | 0,2 km²  |
| Бреку (Бреху) | 2         | 0,3 km²  |
| Лиху          | 1         | 0,15 km² |
| Бурху         | 1         | 0,13 km² |

## История
На остров Джърси са открити археологически находки от старокаменната епоха, а на Гърнзи – от мезолита. 13 неандерталски зъба, открити през 1910 – 1911 г. близо до село Ла Кот дьо Сен Брелад, имат много прилики със зъбите на съвременните хора и датират отпреди приблизително 48 хиляди години. Професор Крис Стрингър от Природонаучния музей в Лондон заявява, че версията за хибридния произход на зъбите се тества от палеогенетици, които се опитват да извлекат ДНК от зъбите.
Около 6000 г. пр.н.е. морското ниво се повишава и така се образува Ламанша. След Великобритания част от Нормандия се отделя от континентална Европа. Така се появяват днешните островите Гърнзи и Джърси. По-късно неолитните племена се заселват по техните брегове и строят долмени и менхири.
През 933 г. Нормандските острови стават част от Херцогство Нормандия. През 1066 г. херцог на Нормандия става английския крал Уилям I. След 138 години крал Джон I губи по-голямата част от Нормандското херцогство, но Нормандските острови остават под английско управление.
По време на Втората световна война Нормандските острови стават единствената британска територия, която е окупирана от Германия. Под немска окупация по островите се строят мегаструктури и тунели с обща дължина повече от 50 km. Британските войски напускат островите през юни 1940 г., евакуирайки млади мъже във военна възраст и деца. Островите са освободени едва на 8 – 9 май 1945 г., а германският гарнизон в Олдърни устоява до 16 май.
И до днес продължава спорът между Великобритания и Франция за необитаемите островчета Менкиер и Екрю. През 1953 г. британският суверенитет над тях е потвърден от Международния съд, но в края на 20 век спорът се разгаря отново, тъй като на континенталния шелф на островите са открити значителни запаси от нефт и газ.

## Население
Населението на островите към 2016 г. е 164 541 души. Най-големият град е Сейнт Хелиър на остров Джърси.
Етническият състав към 2008 г. е както следва:
- англичани – 56 %
- французи – 40 %
- белгийци – 2 %
- нидерландци – 1 %
- други – 1 %